# TKz
TKz – parowóz o układzie osi 1-5-1 eksploatowany przez koleje piaskowe, Przedsiębiorstwo Materiałów Podsadzkowych Przemysłu Węglowego, wyprodukowany w liczbie 9 sztuk 1938 w zakładach Borsig. Na sieci PKP funkcjonowały również parowozy TKz 180 i 181 eksploatowane na bocznicach przemysłowych, były to jednak inne konstrukcje wyprodukowane przez Fablok.
Parowozy eksploatowane były przez Sandbahngesellschaft des Grafen von Ballestrem. Po wojnie przez PMPPW Pyskowice, i KWK Sośnica w Gliwicach. W 1975 skasowano przedostatni egzemplarz serii TKz, oprócz zachowanego TKz 211. We wrześniu 1985 roku TKz 211 został odbudowany w ZNTK Bydgoszcz a październiku 1985 roku przewieziony do Muzeum Kolejnictwa w Warszawie.
Lokomotywy różniły się parametrami konstrukcyjnymi wśród egzemplarzy. TKz 211 wyposażono w oświetlenie elektryczne, prędkościomierz i sprzęgi samoczynne Janney-Henricot. Konstrukcję dopasowano do warunków panujących na kolejach piaskowych, prędkość lokomotywy wynosi tylko 50km/h.